# Svjetlica (biljni rod trava)
Svjetlica (svjetlika; lat. Phalaris), rod od desetak vrsta jednogodišnjeg raslinja i trajnica iz porodice travovki. Nekoliko vrsta postoji i u Hrvatskoj, mala svjetlica (P. minor), kratkoklasasta svjetlica (P. brachystachys), kanarska svjetlica (P. canariensis), modrikasta svjetlica (P. coerulescens), trstasti blještac (P. arundinacea) i valjkasta svjetlica (P. paradoxa)

## Vrste
1. Phalaris amethystina Trin.
2. Phalaris angusta Nees ex Trin.
3. Phalaris aquatica L.
4. Phalaris arundinacea L.
5. Phalaris brachystachys Link
6. Phalaris californica Hook. & Arn.
7. Phalaris canariensis L.
8. Phalaris caroliniana Walter
9. Phalaris coerulescens Desf.
10. Phalaris × daviesii S.T.Blake
11. Phalaris lemmonii Vasey
12. Phalaris lindigii Baldini
13. Phalaris maderensis (Menezes) Menezes
14. Phalaris minor Retz.
15. Phalaris paradoxa L.
16. Phalaris peruviana H.Scholz & Gutte
17. Phalaris platensis Henrard ex Wacht.
18. Phalaris truncata Guss.

## Sinonimi
- Baldingera G.Gaertn., B.Mey. & Scherb.
- Digraphis Trin.
- Endallex Raf.
- Phalaridantha St.-Lag.
- Phalaroides Wolf
- Typhoides Moench